# Тень минувшего
«Тень минувшего» — научно-фантастический рассказ Ивана Ефремова, опубликованный в 1945 году в журнале «Красноармеец» (№ 2—5).

## Сюжет
Палеонтологическая экспедиция ведет раскопки:216 в Казахской ССР, на удалении 350 километров от Талды-Сай. В пустыне исследуется поле костей динозавров.
Члены экспедиции, столкнувшись с нехваткой питьевой воды в роднике, вынуждены расширить место родника с помощью аммонала. Разобрав завал породы, учёные находят пласт окаменевшей смолы, имеющий гладкую зеркальную поверхность.
Вечером палеонтологическая группа видит мираж тираннозавра.
Руководитель экспедиции, Сергей Павлович Никитин, хочет остаться и понаблюдать за зеркалом, ещё некоторое время. Но понимая, что у археологов на исходе продукты питания — приказывает уезжать. Никитин выясняет, что стал свидетелем редкого фотографического эффекта — светового отпечатка без бромосеребряного процесса. Учёный начинает искать подобные отпечатки и конструирует оптическую аппаратуру, способную видеть природные фотографии.
Рассказ заканчивается победой Никитина в научных кругах.

## Интересные факты
- Создатель практической голографии Ю. Н. Денисюк упоминал в интервью, что вдохновился идеей голографии, прочитав этот рассказ[2]:8 (по другим данным — повесть «Звёздные корабли»).
- Прообразом препаратора Маруси послужила Мария Фёдоровна Лукьянова, препаратор и раскопщик, друг Ивана Ефремова, участвовавшая вместе с ним во многих палеонтологических экспедициях[4].
- В романе Евгения Гуляковского «Сезон туманов» использован аналогичный сюжет.

## Экранизации
Рассказ экранизирован в шестом выпуске телепроекта «Этот фантастический мир».